# Gallacea violacea
Gallacea violacea är en svampart som först beskrevs av Cooke & Massee, och fick sitt nu gällande namn av Lloyd 1923. Gallacea violacea ingår i släktet Gallacea och familjen Gallaceaceae.   Inga underarter finns listade i Catalogue of Life.